# Чоловіки проти жінок (фільм)
«Чоловіки проти жінок» (італ. Maschi contro femmine) — кінофільм режисера Фаусто Бріцці, який вийшов на екрани в 2010 році.

## Зміст
Дієго — справжній мачо, колекціонер жіночих сердець і жіночих трусиків. Він працює в барі з танцюючими офіціантками і, загалом, задоволений усім. Не влаштовує його тільки уїдлива сусідка по поверху, через яку в нього одного разу починаються великі проблеми.

## Ролі
| Актор               | Роль  |
| ------------------- | ----- |
| Паола Кортеллезі    | К'яра |
| Фабіо Де Луїджі     | -     |
| Люсія Оконе         | -     |
| Франческо Паннофіно | -     |
| Алессандро Прециозі | -     |
| Паоло Руффіні       | -     |
| Карла Сіньоріс      | -     |
| Ніколас Вапорідіс   | -     |
| Джорджія Вурт       | -     |
| Клаудіо Бізіо       | -     |
| Ізабель Адріані     | -     |

## Знімальна група
- Режисер — Фаусто Бріцці
- Сценарист — Фаусто Бріцці, Массіміліано Бруно, Валерія Ді Наполі
- Продюсер — Федеріка Лучізано, Фульвіо Лучізано, Розаріо Барбера
- Композитор — Бруно Дзамбріні